# Torymus himachalicus
Torymus himachalicus is een vliesvleugelig insect uit de familie Torymidae. De wetenschappelijke naam is voor het eerst geldig gepubliceerd in 2005 door Narendran & Sureshan.